# 20 kilometer gång för herrar i friidrott vid olympiska sommarspelen 1972
20 kilometer gång för herrar vid olympiska sommarspelen 1972 i München avgjordes 31 augusti.

## Medaljörer
| Gren       | Guld                      | Guld         | Silver                             | Silver    | Brons                    | Brons     |
| 20 km gång | Peter Frenkel Östtyskland | 1:26.42,4 OR | Volodimir Holubnitji Sovjetunionen | 1:26.55,2 | Hans Reimann Östtyskland | 1:27.16,6 |

## Final
| Placering | Namn                 | Nationalitet   | Tid       | Noteringar |
| --------- | -------------------- | -------------- | --------- | ---------- |
| 1         | Peter Frenkel        | Östtyskland    | 1:26.42.4 | OR         |
| 2         | Volodimir Holubnitji | Sovjetunionen  | 1:26.55,2 |            |
| 3         | Hans-Georg Reimann   | Östtyskland    | 1:27.16,6 |            |
| 4         | Gerhard Sperling     | Östtyskland    | 1:27.55.0 |            |
| 5         | Mykola Smaga         | Sovjetunionen  | 1:28.16.6 |            |
| 6         | Paul Nihill          | Storbritannien | 1:28.44.4 |            |
| 7         | Jan Ornoch           | Polen          | 1:32.01.6 |            |
| 8         | Vittorio Visini      | Italien        | 1:32.30.0 |            |
| 9         | José Oliveros        | Mexiko         | 1:32.40.6 |            |
| 10        | Larry Young          | USA            | 1:32.53.4 |            |
| 11        | Jan Rolstad          | Norge          | 1:33.03.2 |            |
| 12        | Pedro Aroche         | Mexiko         | 1:33.05.0 |            |
| 13        | Heinz Mayr           | Västtyskland   | 1:33.13.8 |            |
| 14        | Phil Embleton        | Storbritannien | 1:33.22.2 |            |
| 15        | Tom Dooley           | USA            | 1:34.58.8 |            |
| 16        | Wilfried Wesch       | Västtyskland   | 1:35.20.6 |            |
| 17        | Peter Marlow         | Storbritannien | 1:35.38.8 |            |
| 18        | Charles Sowa         | Luxemburg      | 1:36.23.8 |            |
| 19        | Goetz Klopfer        | USA            | 1:38.33.6 |            |
| 20        | Hunde Toure          | Etiopien       | 1:43.11.6 |            |
| 21        | José Esteban Valle   | Nicaragua      | 1:45.09.4 |            |
| 22        | Ismael Avila         | Mexiko         | 1:45.45.4 |            |
| -         | Bernd Kannenberg     | Västtyskland   | DNF       |            |
| -         | Jevgenij Ivtjenko    | Sovjetunionen  | DQ        |            |
| -         | Tadeusz Gorzechowski | Polen          | DNS       |            |
| -         | Ludomir Nitkowski    | Polen          | DNS       |            |
| -         | Shaul Ladany         | Israel         | DNS       |            |
| -         | Teodor Ionescu       | Rumänien       | DNS       |            |
| -         | Ioan Mureşanu        | Rumänien       | DNS       |            |
| -         | Daniel Björkgren     | Sverige        | DNS       |            |
| -         | Stefan Ingvarsson    | Sverige        | DNS       |            |
| -         | Hans Tenggren        | Sverige        | DNS       |            |
| -         | Fernando Ielli       | Italien        | DNS       |            |
| -         | Oscar Barletta       | Italien        | DNS       |            |
| -         | Kjell Georg Lund     | Norge          | DNS       |            |
| -         | Aram Levonian        | Bulgarien      | DNS       |            |
| -         | János Dalmati        | Ungern         | DNS       |            |
| -         | Antal Kiss           | Ungern         | DNS       |            |